# Сайфутдіново
Сайфутді́ново (рос. Сайфутдиново) — присілок у складі Тоцького району Оренбурзької області, Росія.

## Населення
Населення — 75 осіб (2010; 127 у 2002).
Національний склад (станом на 2002 рік):
- татари — 97 %